# 지디넷

지디넷(ZDNet)은 테크리퍼블릭과 더불어 CBS 인터랙티브가 출간한 비즈니스 기술 뉴스 웹사이트이다. 이 브랜드는 지프 데이비스의 대중적인 관심 기술 포털로서 1991년 4월 1일 창립되었으며 CNET 네트웍스가 소유하는 기업 IT에 집중된 온라인 출판 기업으로 발전하였다. 한국에서는 지디넷코리아라는 이름으로 운영 중이다.

## 역사
지디넷은 컴퓨서브 사용자들에게 컴퓨팅 정보를 제공하였던 지프넷(ZiffNet)이라는 이름의 구독 기반 디지털 서비스로 시작했다.
1995년 6월 20일, 지프 데이비스는 단독적인 이름인 "ZD 넷"(ZD Net)으로 온라인 정보 서비스를 통합한다고 발표하였다. 이 서비스의 구독자는 6개의 플랫폼에 걸쳐 275,000명으로 성장하였다: CompuServe, Prodigy, AT&T Interchange, Microsoft Network, AppleLink, eWorld.
수개월 뒤 지프 데이비스는 "ZD 넷"이라는 이름으로 월드 와이드 웹으로 확장하였다.
1997년 "ZD 넷"에서 "ZD넷"으로 이름이 변경되었다.

## 수상
1999년 제14회 연간 컴퓨터 언론상(Annual Computer Press Awards)에서 지디넷은 전반적인 최고의 온라인 사이트(Best Overall Online Site)로 선정되었다.
2007년 온라인 출판사 협회(Association of Online Publishers)는 비즈니스 웹사이트 부문에서 자신의 사이트에 효과적으로 웹 2.0과 커뮤니티 기능을 통합하는 것에 혁신을 한 기여로 지디넷 UK에 상을 수여했다.

## 지디넷 국제판

### 지디넷 코리아
지디넷코리아(ZDNet Korea)는 대한민국의 IT 전문 인터넷 신문이다. 미국의 IT 신문 지디넷의 한국어 사이트로 개설되었다. ZDNet의 기사를 번역해서 올리기도 하지만 자체적으로 기사를 생산하기도 하는 등 미국 ZDNet과는 독립적으로 운영한다.
방송·통신, 컴퓨팅, 모바일, 인터넷, 반도체/디스플레이, 유통, 게임, 과학, 카테크 소식을 다룬다. 다양한 소식을 다루기는 하지만 기초기술적인 부분보다는 컴퓨터나 스마트폰 등의 제품 출시나 출시 예고와 관련된 소식을 주로 다룬다. 기자나 외부 필진이 칼럼을 쓰고 있으며, 뉴스와는 별도의 페이지에 칼럼을 작성하였다.
IT, 과학기술 관련한 구독자들의 발표자료를 모은 리소스 라이버리를 운영하고 있으며, IT기기를 판매하는 ZDNet 몰도 운영하고 있다. 과거에는 소프트웨어 다운로드를 지원하는 페이지도 운영하고 있었지만 지금은 운영하지 않는다.
네이버에 뉴스캐스트를 지원하는 인터넷 신문사 중 하나이다.

### 지디넷 재팬
아사히 인터랙티브라는 일본 뉴스 출판 기업이 지디넷 재팬 웹사이트를 소유하고 있다. 일본 내에서 558위의 트래픽 순위를 기록한다.

## 같이 보기
- 지디넷코리아

### 컨퍼런스 개최
- ATS : Asia Tech Summit
- ACC : Advanced Computing Conference
- MSC : Marketing Square Conference